# Cashmere (Washington)
Cashmere je grad u američkoj saveznoj državi Washington. Prema popisu stanovništva iz 2010. u njemu je živjelo 3.063 stanovnika.